# Grimmia brownii
Grimmia brownii là một loài Rêu trong họ Grimmiaceae. Loài này được Paris mô tả khoa học đầu tiên năm 1900.